# Hằng số Gelfond
Trong toán học, Hằng số Gelfond, được đặt theo tên Alexanderr Gelfond, là eπ, nghĩa là, e được nâng lên lũy thừa π. Giống như cả e và π, hằng số này là số siêu việt. Điều này lần đầu tiên được thành lập bởi Gelfond và bây giờ có thể được coi là một ứng dụng của Định lý Schelfider-Gelfond, lưu ý rằng
{\displaystyle e^{\pi }=(e^{i\pi })^{-i}=(-1)^{-i},}
trong đó i là đơn vị ảo. Do −i là đại số nhưng không phải là hữu tỉ, eπ là siêu việt. Hằng số được đề cập trong Vấn đề thứ bảy của Hilbert.
Một hằng số liên quan là {\displaystyle 2^{\sqrt {2}}}, được biết đến với tên gọi hằng số Gelfond–Schneider. Giá trị liên quan π + eπ cũng không hữu tỉ.

## Giá trị số
Việc mở rộng thập phân của hằng số Gelfond bắt đầu
{\displaystyle e^{\pi }\approx 23.1406926327792690057290863679485473802661062426002119934450464095243423506904527835169719970675492\dots } A039661